# Leopold Josef von Daun

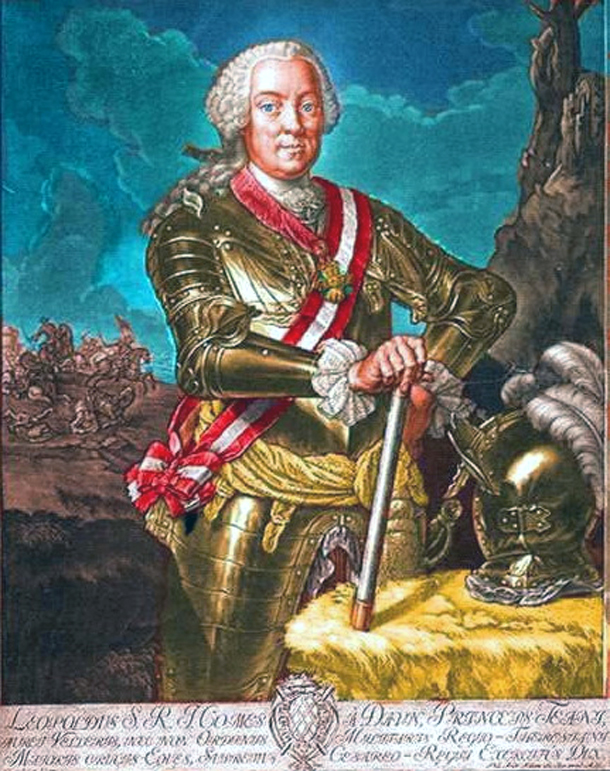
Leopold Josef von Daun

Leopold Josef von Daun, alternativ Leopold Joseph Graf von Daun, (n. 24 septembrie 1705, Viena, - d. 5 februarie 1766, Viena) a fost un conte și feldmareșal austriac. S-a distins ca strateg în timpul Războiului de Șapte Ani. A fost primul director al Academiei Militare Tereziene.
După 1748 a reorganizat armata imperială. În timpul Războiului de Șapte ani a învins în bătăliile de la Kolin (1757), Hochkirch (1758) și Maxen (1759). Armatele conduse de el au fost înfrânte (nedecisiv) în lupta de la Torgau (1760).
Din 1762 a fost președinte al Consiliului Aulic de Război (Kaiserlicher Hofkriegsrat), precursorul Ministerului Imperial și Regal de Război.
Decorat cu Ordinul Maria Terezia, cea mai înaltă distincție a Austriei.